# Dara Puspita
Dara Puspita – indonezyjska żeńska grupa muzyczna grająca garage rock. Została założona w 1964 r. w Surabai.
Do znanych utworów formacji należą m.in. „Surabaya” i „Ibu Pertiwi”. Dwa spośród utworów grupy znalazły się w zestawieniu 150 indonezyjskich utworów wszech czasów, ogłoszonym na łamach magazynu „Rolling Stone” („Surabaya” na pozycji 71., „Mari Mari” na pozycji 113.).
Grupa została rozwiązana w 1972 roku.

## Dyskografia
Albumy
- 1965: Jang Pertama (Mesra Records LP-4)
- 1966: Dara Puspita a.k.a. Edisi 2 a.k.a. Special Edition (Mesra Records LP-6)
- 1967: Green Green Grass (Mesra Records LP-13)
- 1967: A Go Go (El Sinta A-6708)
- 1971: Tabah dan cobalah (Indra AKL-045)
- 1973: Dara Puspita Min Plus (Indra)
- 1974: Pop Melayu Volume 1 (Remaco)

Single/EP
- Dara Puspita/Koes Bersaudara EP(Irama EPLN-2)
- Welcome To My House/I Believe In Love
- BA-DA-DA-DUM/DREAM STEALER
- Surabaya/Cabaleuro (Dutch single)
- Mengapa;Lihatlah Adikku/Hai Dengarlah;Bertamasha
- Dara Puspita (Bintang BT-107)